# Castell de Campelles
Castell de Campelles és una obra del municipi de Campelles (Ripollès) declarada bé cultural d'interès nacional.

## Descripció
En un turó de la vila de Campelles es va construir aquest castell del qual només queden algunes restes de murs. Aquests murs són confeccionats amb pedra local i lligats amb morter de calç. Es pot observar una traça en forma circular d'aquests murs. Tanmateix, sembla que s'hagi fossilitzat el fossat del recinte en el propi terreny, observant-se el desnivell en forma de v baixa.

## Història
Els anys 918 i 1035 apareix documentat el lloc de Campelles però en aquests moments encara no hi havia el castell. Segurament es va construir durant les guerres entre els reis de la corona catalano-aragonesa i els de Mallorca, ja que en aquest moment el lloc adquirí un cert valor estratègic. No hi ha notícia de cap feudatari ni consta com a lloc real, això fa pensar que es tractava més aviat d'una guàrdia que no pas d'un castell termenat.

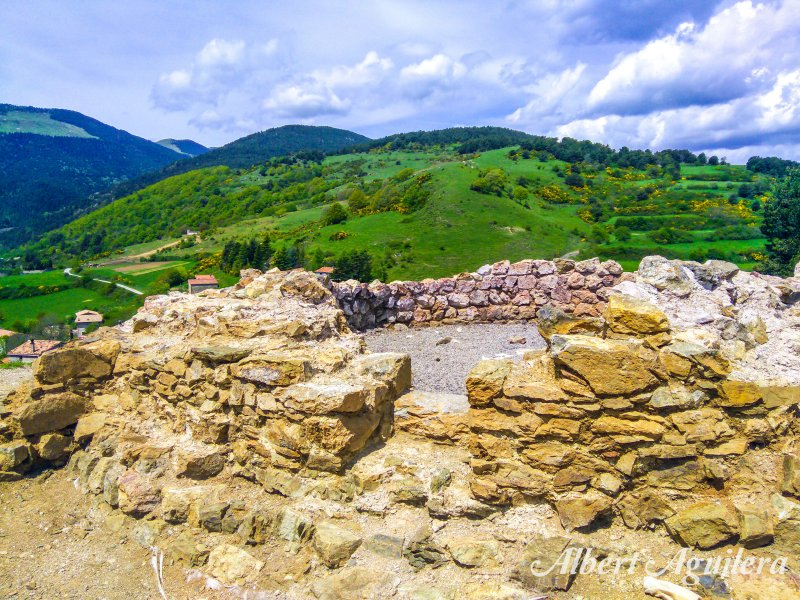
Rüines del Castell
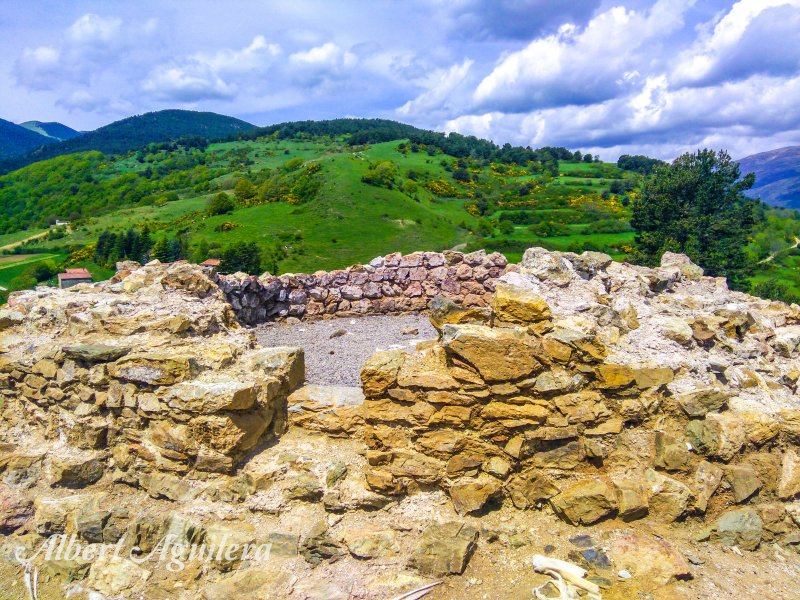
Rüines del Castell vista anterior
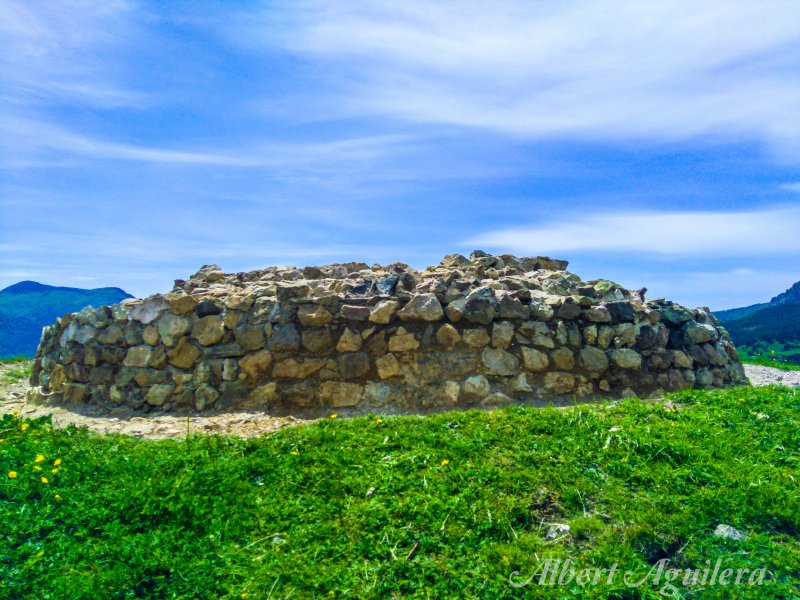
Rüines del Castell vista posterior